# Kuweit
Kuweit (scris și Kuwait - Arabă: الكويت) este un stat suveran, tânăr și redus ca dimensiuni, situat în Peninsula Arabică. În largul coastelor de nord-est se află Insula Bubiyan, cu un relief de câmpie. În schimb, partea de vest a Kuweitului seamănă cu o deltă, dominată de Munții Ad Dibdiba cu altitudini de până la 306 metri. Se învecinează în sud cu Arabia Saudită, iar în nord cu Irak; are deschidere, în est la Golful Persic. Numele de Kuwait este un derivat al cuvântului arab ākwāt, plural kūt, care înseamnă „fortăreață construită lângă apă”.

## Istorie
Istoria Kuweitului până în secolul al VII-lea este destul de puțin cunoscută.
Săpăturile arheologice de pe Insula Faylakah indică faptul că populația locală se ocupa cu comerțul încă din mileniul III î.Hr. Statul a fost întemeiat în secolul al XVI-lea de membrii tribului Al Aniza, alungați de secetă din Deșertul Arabiei.

## Geografie
Localizat în partea de nord-est a Peninsulei Arabe, Kuweitul este unul dintre cele mai mici state din lume, din punctul de vedere al suprafeței. Acesta își desfășoară granițele în latitudine, între 28º și 31º N și în longitudine între 46º și 49º E. Platul și nisiposul Deșert Arab acoperă mare parte din suprafața Kuweitului. Teritoriul Kuweitului are în general altitudini joase, cel mai înalt punct având doar 306 m. În largul golfului Kuwait se află un grup de 9 insule ce aparțin Kuweitului. Dintre acestea numai una singură este locuită, Failaka. Insula Bubiyan este cea mai mare, având o suprafață de 860 km2, fiind legată de restul țării printr-un pod lung de 2,38 km. Kuweitul are țărmuri de aproape 499 km. Orașul Kuweit este localizat în Golful Kuweit.

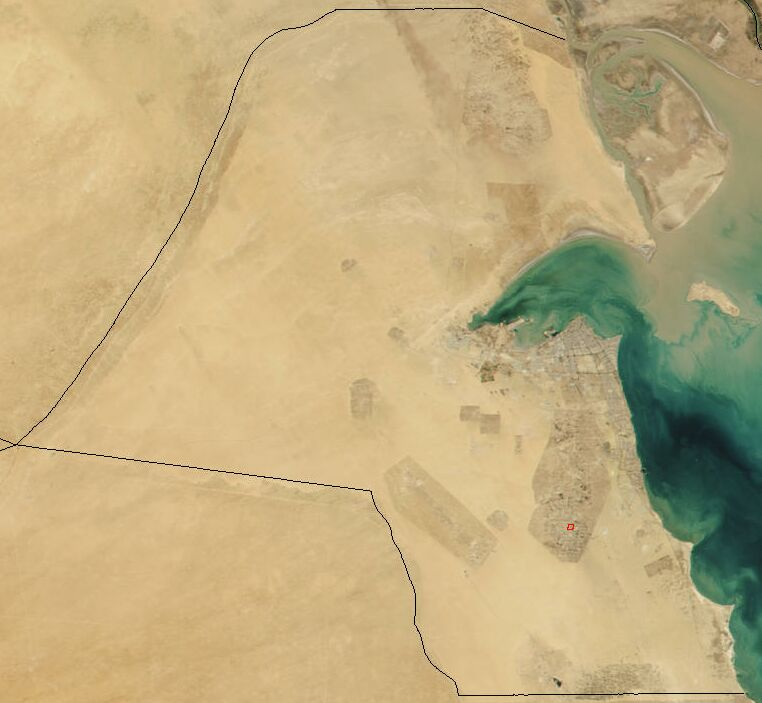
Imaginea din satelit a Kuweitului în noiembrie 2001

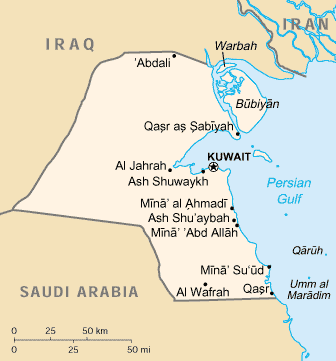
Harta Kuweitului

### Clima
Clima Kuweitului este deșertică. Primăvara, în luna martie este cald și plăcut, cu furtuni ocazionale. Frecventele vânturi dinspre nord-vest sunt reci iarna și primăvara și calde vara. Vânturile sud-estice, de obicei, sunt calde și umede, primăvara până în perioada iulie-octombrie, vânturile sudice sunt predominante primăvara și la începutul verii. Shamal, un vânt din nord-vest ce bate în lunile iunie și iulie provoacă dramatice furtuni de nisip.

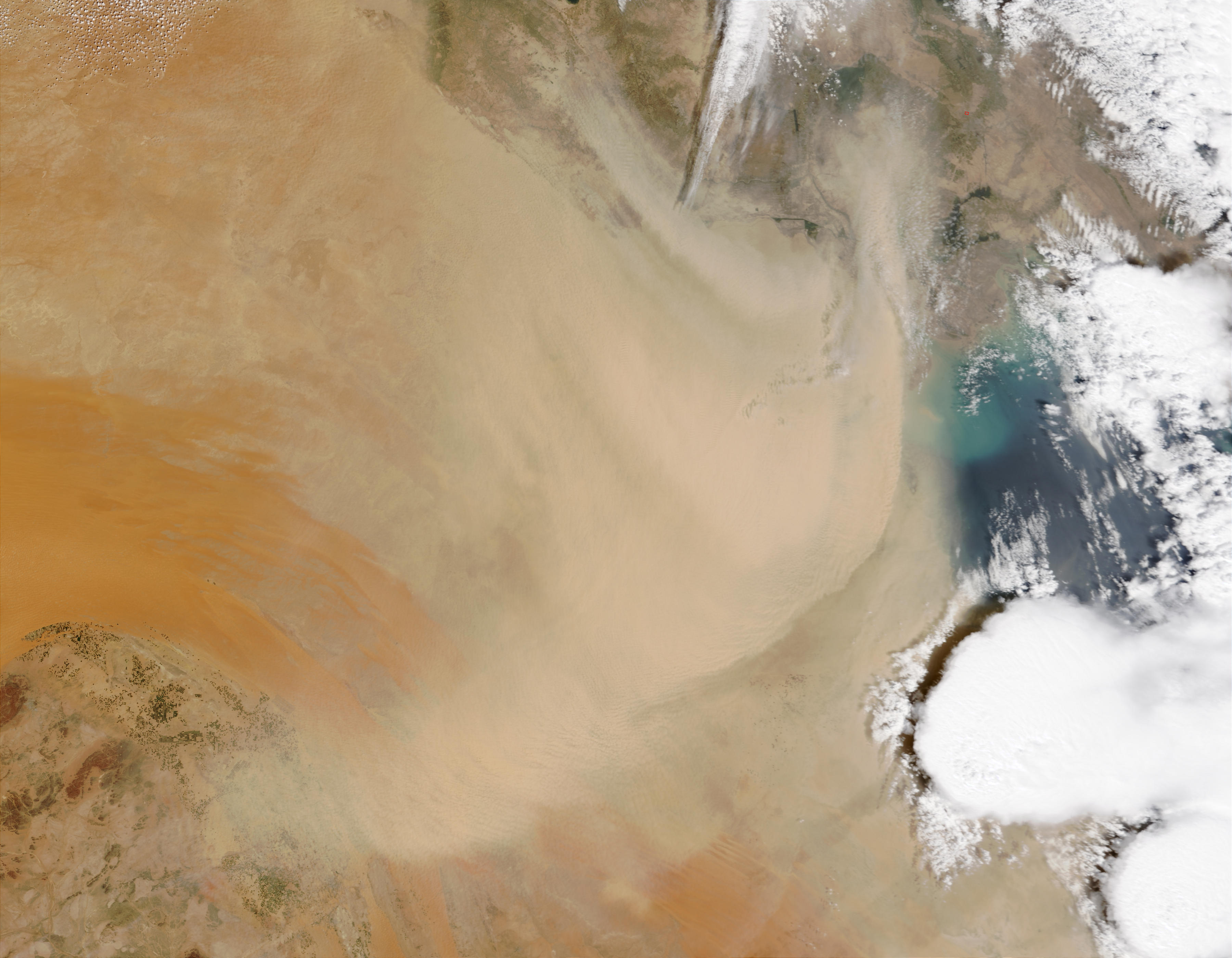
Furtună de nisip deasupra Kuweitului în aprilie 2003
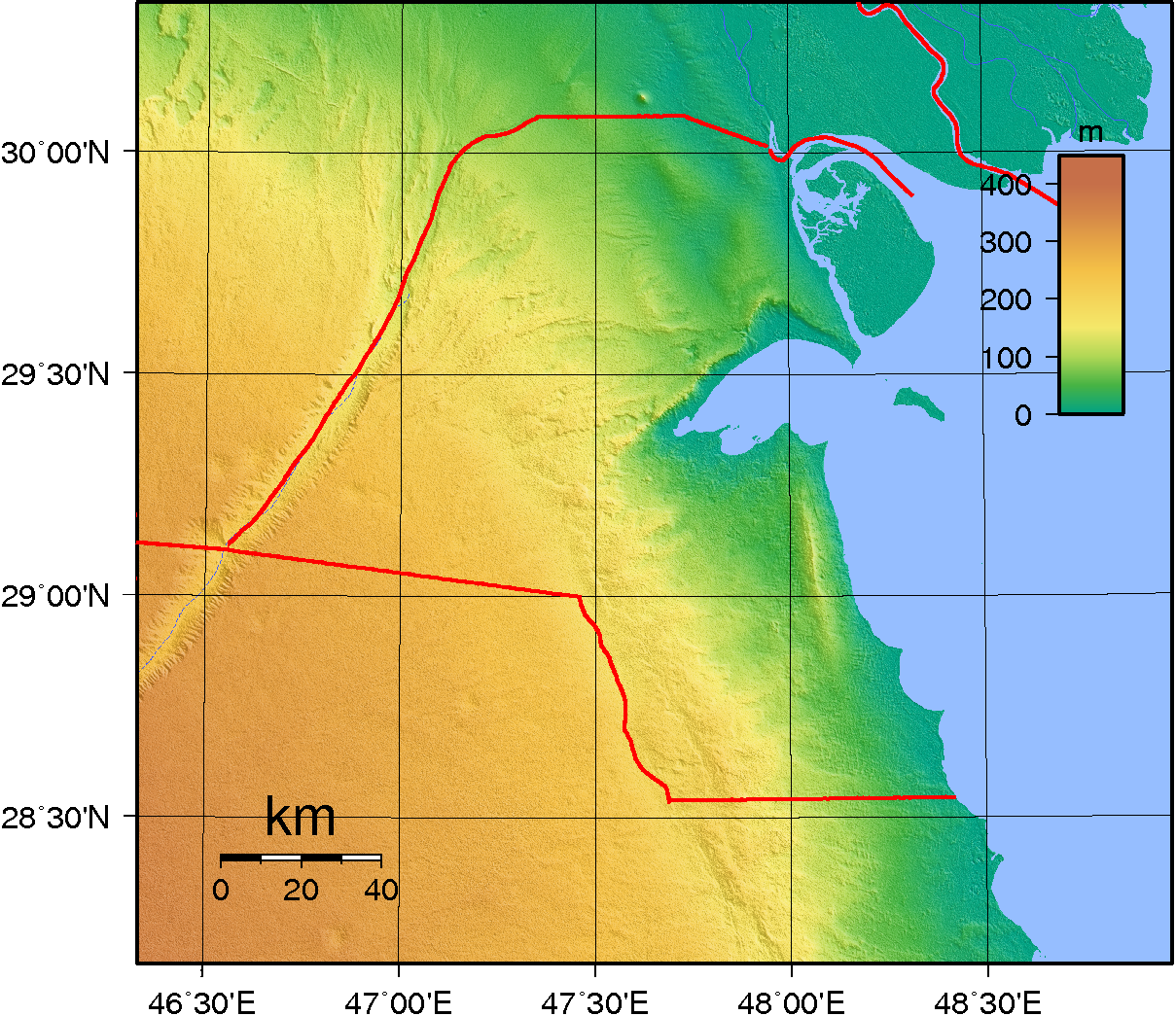
Topografia Kuweitului
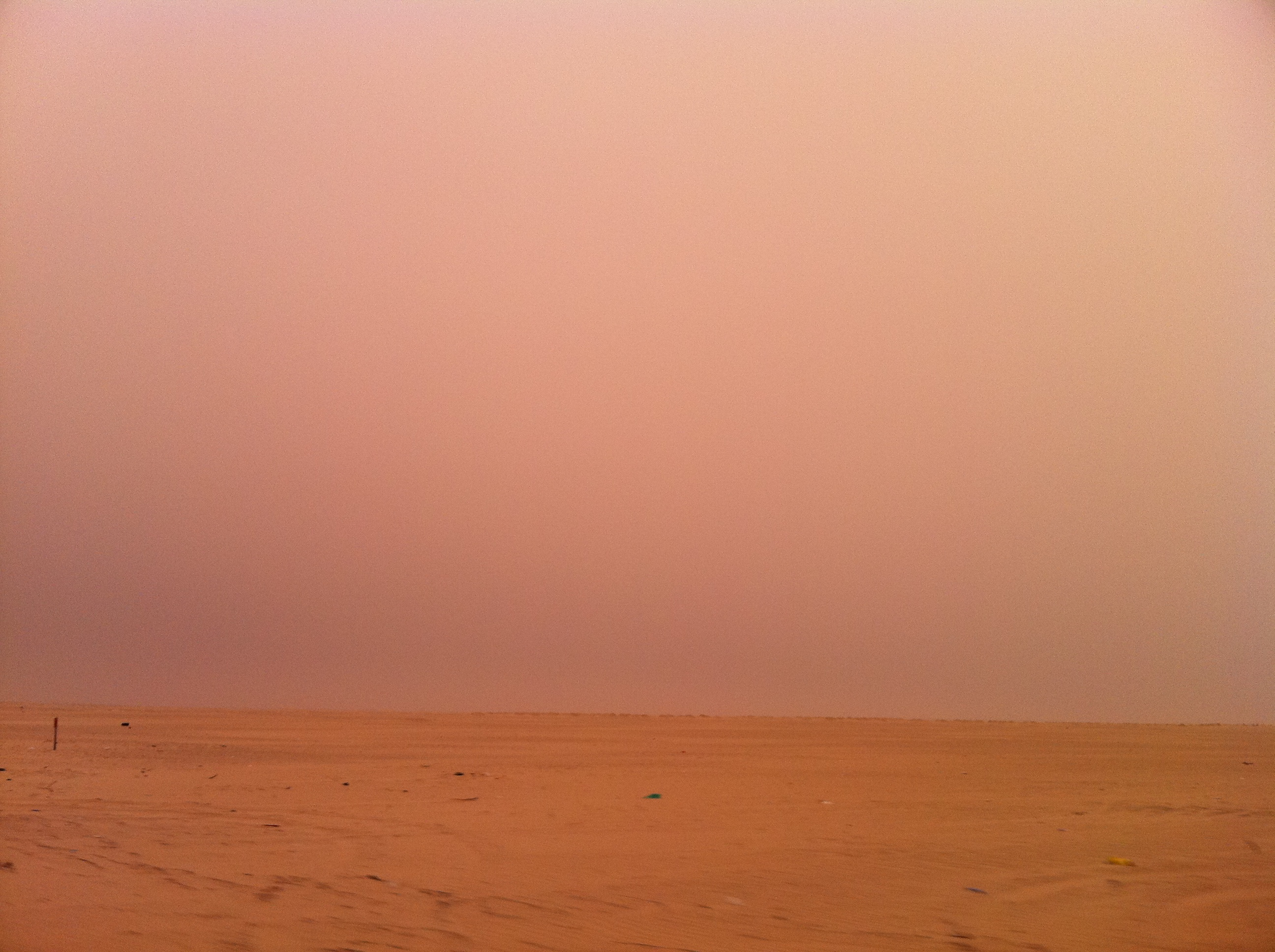
Furtună de nisip asupra orașului Al Ahmadi
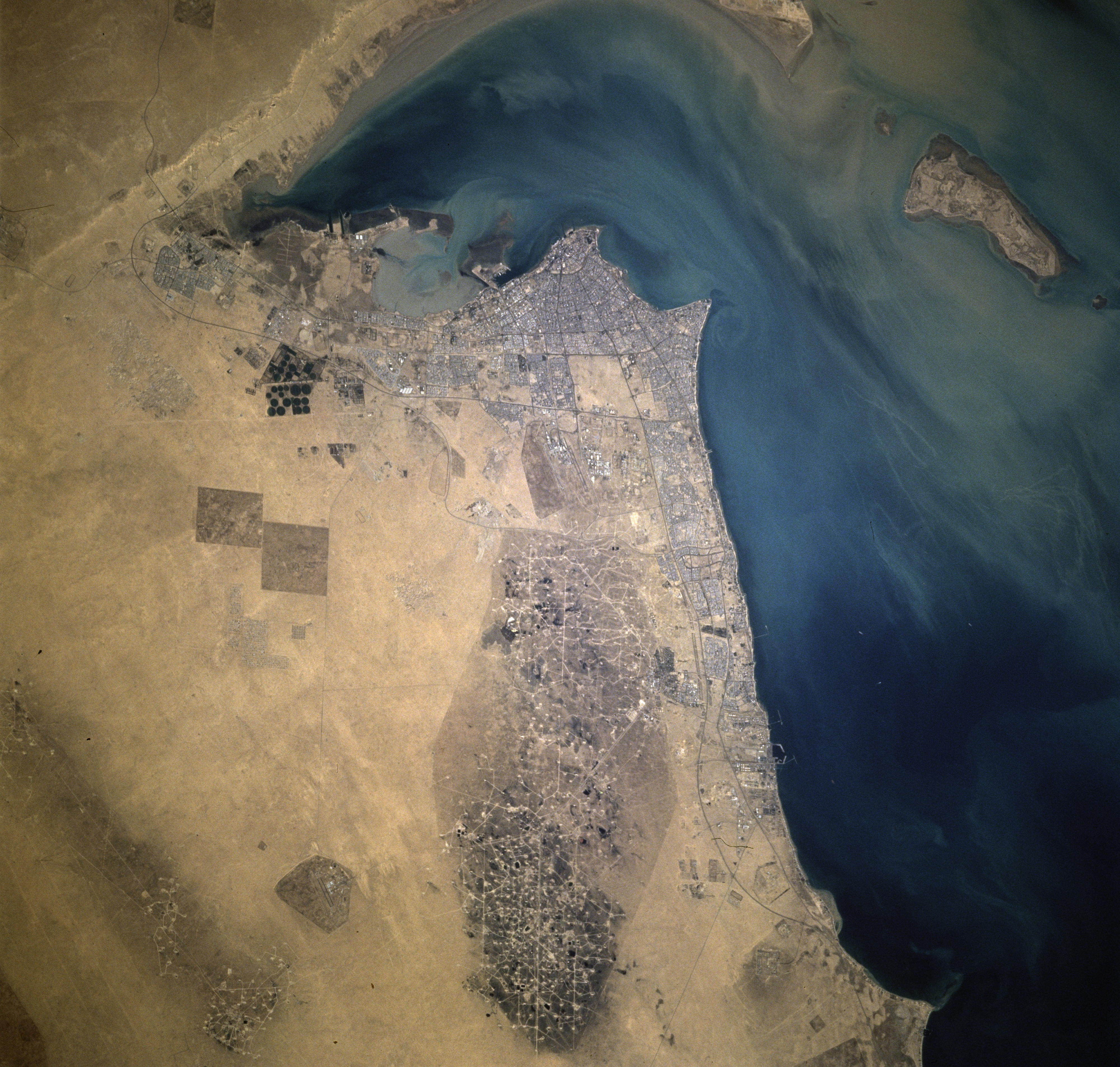
Orașul Kuwait
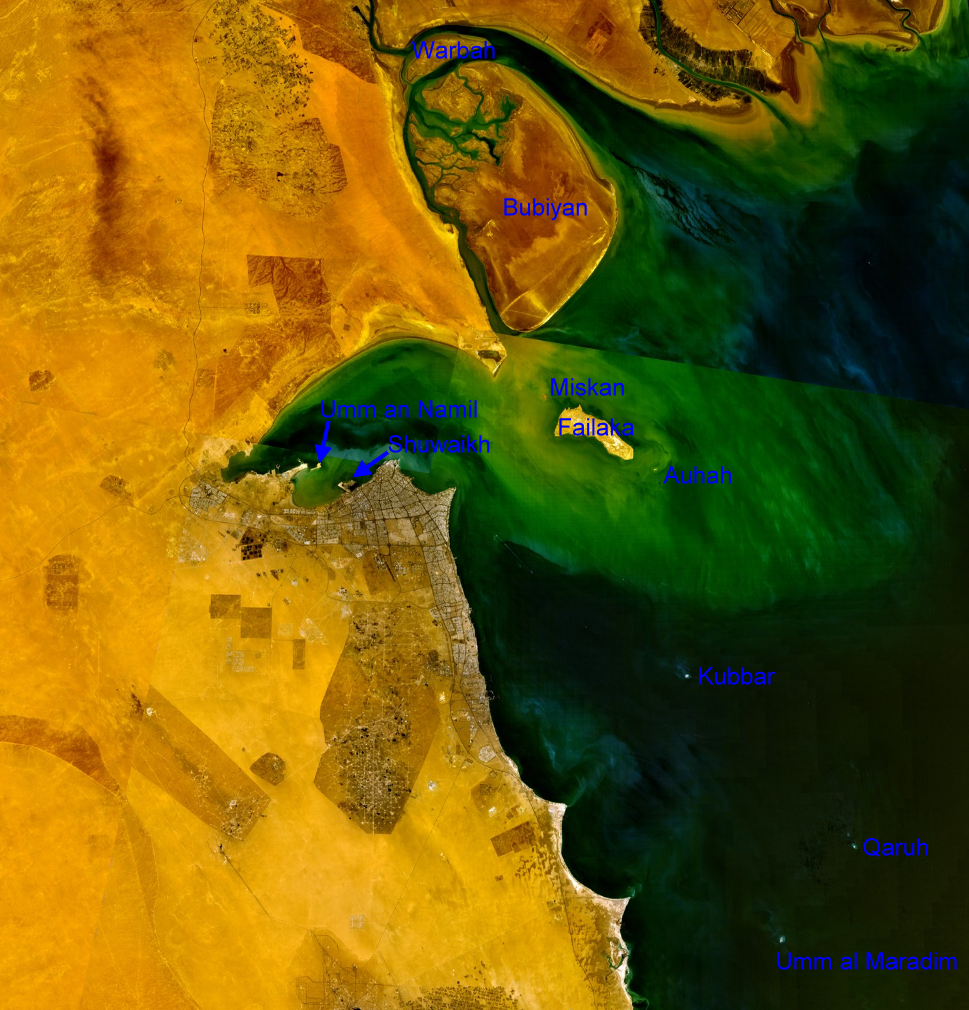
Arhipelagul kuweitian

### Resurse naturale
Kuweitul dispune de importante zăcăminte de petrol.

## Economia
Economia Kuweitului este bazată pe resurse bogate de petrol și de gaze naturale. Produce curmale și pepeni galbeni.
Kuwait are o economie bazată pe țiței, petrolul și îngrășămintele fiind principalele produse de export. Dinarul kuweitian este cea mai mare unitate monetară din lume (13,74 lei). Conturile de petrol reprezintă aproape jumătate din PIB și 94% din veniturile din export și a veniturilor guvernamentale. Bursa din Kuwait este a doua cea mai mare bursă din lumea arabă.
Kuweit a fost pionier în Orientul Mijlociu, în diversificarea veniturilor sale, departe de exporturile de petrol. Cu toate acestea, țara a luptat să-și diversifice economia, din cauza războiului din Golf. În ultimii ani, relația ostilă dintre parlamentul ales și guvern a împiedicat punerea în aplicare a reformelor economice.
În ultimii cinci ani, a existat o creștere semnificativă în antreprenoriat și începuturile afacerilor mici din Kuweit. Sectorul informal este, de asemenea, în creștere, în principal datorită popularității de afacerilor bazate pe Instagram. 
Dețineri Internaționale
Autoritatea de Investiții din Kuweit (KIA) este fondul suveran kuweitian specializat în investiții străine.
KIA este cel mai vechi fond suveran din lume. Din 1953, guvernul kuweitian a regizat investițiile în Europa, Statele Unite ale Americii și Asia. Până în 
2015, deținerile au fost evaluate la 592 miliarde $ în active (bunuri).
Kuwait este cel mai mare investitor străin din lumea arabă, cu $ 8.4 miliarde în ieșirile de ISD în 
2013. Kuweit ocupă constant fruntea clasamentelor regionale ale ieșirilor FDI (Investiții Directe Străine). În 2013, Kuweit aproape a triplat investițiile sale străine. În ultimii 10 ani, Kuweit a dublat investițiile în Marea Britanie pentru mai mult de 24 miliarde $. În 2014, Kuwait a devenit cel mai mare investitor străin în piața monetară din China.
Petrol și Gaze
În 1934, Emirul Kuweitului a acordat concesiune de petrol companiei "Kuweit Oil Co" (KOC), deținută în comun de către Anglo-Persian Oil Company (mai târziu British Petroleum Company) și Gulf Oil Corporation. În 1976, Guvernul Kuweitian a naționalizat KOC. În anul următor, Kuweit a preluat producția de pe uscat în Zona Împărțită între Kuweit și Arabia Saudită. KOC produce în comun cu Texaco, Inc., care, prin achiziționarea Getty Oil Co. in 1984, au dobândit concesiunea onshore a Arabiei Saudite în Zona Divizată.
"Petroleum Corporation Kuweit" (KPC), o companie internațională integrată de țiței este societatea-mamă a operațiunilor guvernului în sectorul petrolier și include "Kuwait Oil Company", care a produs petrol și gaze; "Kuwait National Petroleum Co.:, rafinare și vânzări intense; Petrochemical Industries Co., producerea de amoniac și uree; "Kuwait Foreign Petroleum Exploration Co.", cu mai multe concesii în țările în curs de dezvoltare; "Kuwait Oil Co."; Tanker și Santa Fe International Corp; mai târziu, achiziționată în 1982, oferă KPC o prezență la nivel mondial în industria petrolieră.

### Turismul
Obiective turistice:
- Orașul Kuweit.
- Insula Failaka.
- Al-Ahmadi.
- Al-Jahrah.